# Luís Coelho
Luís Gonzaga Barros Coelho (Benedito Leite, MA, 21 de junho de 1920 – São Luís, MA, 27 de janeiro de 1993) é um engenheiro geográfico e político brasileiro que foi deputado federal pelo Maranhão.

## Dados biográficos
Filho de Lucas Evangelista Sousa Coelho e Etelvina Barros Coelho. Aluno do Colégio Militar de Fortaleza, formou-se em Engenharia Geográfica e atuou como empresário em momento posterior à sua vida política. Filiado ao PSD, elegeu-se deputado estadual em 1954 e 1958, além de conquistar um mandato de deputado federal em 1962. Mediante a imposição do bipartidarismo via Ato Institucional Número Dois, preferiu integrar-se à ARENA figurando como suplente após as eleições de 1966 e embora tenha exercido o mandato sob convocação, deixou o mundo político.